# Charles Stross
Œuvres principales
- Cycle Les Princes marchands
- Crépuscule d'acier
- Aube d'acier
- Accelerando

Charles David George Stross, né le 18 octobre 1964 à Leeds, est un écrivain britannique résidant à Édimbourg. Son œuvre navigue entre science-fiction, horreur et fantasy.

## Biographie
Charles Stross est parfois associé à la nouvelle vague d'écrivains de science-fiction britanniques qui explore principalement la hard science et le space opera. Ses contemporains sont Alastair Reynolds, Ken MacLeod,  Liz Williams (en), Neal Asher et Richard Morgan. Cette nouvelle vague a été fortement marquée par les œuvres de l'écrivain américain Vernor Vinge.
Au cours des années 1970 et 1980, Charles Stross publie un certain nombre d'articles pour le jeu de rôle Donjons et Dragons pour la revue White Dwarf.
Charles Stross publie sa première nouvelle, The Boys, dans Interzone en 1987. Son premier roman, Crépuscule d'acier (Singularity Sky) est publié par Ace en 2003 et décroche une nomination pour le prix Hugo du meilleur roman. Un recueil de nouvelles Toast: And Other Rusted Futures est publié en 2002, dont plusieurs sont nommées pour les prix Hugo et Nebula. Le roman court La Jungle de béton (The Concrete Jungle), publiée dans le recueil Le Bureau des atrocités, remporte le prix Hugo du meilleur roman court 2005. Son roman Accelerando (Accelerando) remporte le prix Locus du meilleur roman de science-fiction 2006. Son roman The Apocalypse Codex a obtenu le prix Locus du meilleur roman de fantasy 2013. Son roman court Équoïde (Equoid) a obtenu le prix Hugo du meilleur roman court 2014.
Certaines de ses nouvelles développent le thème du transhumanisme.

## Œuvres

### SérieLes Princes marchands
1. Une affaire de famille, Robert Laffont, coll. « Ailleurs et Demain », 2006 ((en) The Family Trade, 2004)
2. Un secret de famille, Robert Laffont, coll. « Ailleurs et Demain », 2006 ((en) The Hidden Family, 2005)
3. Famille et Cie, Robert Laffont, coll. « Ailleurs et Demain », 2007 ((en) The Clan Corporate, 2006)
4. La Guerre des familles, Robert Laffont, coll. « Ailleurs et Demain », 2011 ((en) The Merchants' War, 2007)
5. (en) The Revolution Business, 2009
6. (en) The Trade of Queens, 2010
7. (en) Empire Games, 2017
8. (en) Dark State, 2018
9. (en) Invisible Sun, 2021

### SérieLa Laverie
1. Le Bureau des atrocités, Robert Laffont, coll. « Ailleurs et Demain », 2004 ((en) The Atrocity Archives, 2004), trad. Bernard Sigaud  (ISBN 2-221-09977-X)Réédition, Le Livre de poche, coll. « SF » no 31350, 2009 (ISBN 978-2-253-12368-2)
  - Les Archives de l'atrocité, 2004 ((en) The Atrocity Archives, 2001)Roman court publié en feuilleton dans Spectrum SF entre novembre 2001 et novembre 2002
  - La Jungle de béton, 2004 ((en) The Concrete Jungle, 2004)Prix Hugo du meilleur roman court 2005 - Roman court accessible en ligne en version originale[2]
  - À l'intérieur de la machine épouvante, 2004 ((en) Afterword: Inside the Fear Factory, 2004)Postface
2. Jennifer Morgue, Le Cherche midi, 2006 ((en) The Jennifer Morgue, 2006), trad. Édith Ochs  (ISBN 2-74910-846-2)Réédition, Le Livre de poche, coll. « SF » no 31509, 2009 (ISBN 978-2-253-08784-7). Les éditions françaises ne reprennent ni la nouvelle Pimpf (accessible en ligne[3]), ni les annexes, ni l'article The Golden Age of Spying

2.9 Équoïde et autres horreurs, 500 nuances de geek, 2019, trad. David Creuze et Jacques Fuentealba  (ISBN 979-10-90692-46-6)
- En balade à l'asile, 2019 ((en) Down on the Farm, 2008)Nouvelle accessible en ligne en anglais
- Équoïde, 2019 ((en) Equoid, 2013)Prix Hugo du meilleur roman court 2014. Roman court accessible en ligne en anglais
- Quelques heures sup', 2019 ((en) Overtime, 2009)Nouvelle accessible en ligne en anglais 
- Une guerre encore plus froide, 2012 ((en) A Colder War, 2000)Nouvelle en marge du cycle dans laquelle les grands anciens sont utilisés dans la course aux armements durant la guerre froide

1. Le Memorandum Fuller, 500 nuances de geek, 2019 ((en) The Fuller Memorandum, 2010), trad. David Creuze  (ISBN 979-10-90692-47-3)
2. (en) The Apocalypse Codex, 2012Prix Locus du meilleur roman de fantasy 2013. Traduction française à paraître en 2022 aux éditions 500 nuances de geek
3. (en) The Rhesus Chart, 2014Traduction française à paraître en 2022 aux éditions 500 nuances de geek
4. (en) The Annihilation Score, 2015
5. (en) The Nightmare Stacks, 2016

7,5 (en) Escape from Yokai Land, 2022
1. (en) The Delirium Brief, 2017
2. (en) The Labyrinth Index, 2018
3. (en) Dead Lies Dreaming, 2020
4. (en) Quantum of Nightmares, 2022
5. (en) Season of Skulls, 2023
6. (en) A Conventional Boy, 2025

### SérieEschaton
1. Crépuscule d'acier, Mnémos, 2006 ((en) Singularity Sky, 2003)
2. Aube d'acier, Mnémos, 2006 ((en) Iron Sunrise, 2004)

### SérieHalting State
1. (en) Halting State, 2007
2. (en) Rule 34, 2011

### SérieSaturn's Children
1. (en) Saturn's Children, 2008
2. (en) Neptune's Brood, 2013

### SérieWild Cards
1. (en) Knaves Over Queens, 2018Anthologie de nouvelles écrites avec Paul Cornell, Peadar Ó Guilín (en), Marko Kloos (en), Mark Lawrence, Kevin Andrew Murphy (en), Peter Newman (en), Melinda Snodgrass et Caroline Spector

### Romans indépendants
- Accelerando, Piranha, coll. « Incertain futur », 2015 ((en) Accelerando, 2005)Prix Locus du meilleur roman de science-fiction 2006
- (en) Glasshouse, 2006Prix Prometheus du meilleur roman 2007
- Palimpseste, J'ai lu, coll. « Nouveaux Millénaires », 2011 ((en) Palimpsest, 2009)
- (en) Scratch Monkey, 2011
- (en) The Rapture of the Nerds, 2012Écrit avec Cory Doctorow.

### Recueils de nouvelles
- (en) Toast: And Other Rusted Future, 2002
- (en) Wireless, 2009

### Autres nouvelles traduites en français
- Débranché, 2017 ((en) Unwirer, 2004)Écrit avec Cory Doctorow. Parue dans la revue Galaxies, no 48
- Pas l'ombre d'une chance, 2016 ((en) Snowball's Chance, 2007)Parue dans la revue Galaxies, no 43